# Contea di Ulster
La contea di Ulster, in inglese Ulster County, è una contea del sud-est dello Stato di New York negli Stati Uniti. È parte dell'area metropolitana di New York. Il capoluogo di contea è Kingston.

## Geografia fisica
La contea si trova nel sud-est dello Stato. Il territorio è prevalentemente collinare ad ovest. Nella fascia centrale è attraversato dai rilievi del Shawangunk Ridge e a ovest dai monti Catskill, che raggiungono la massima altitudine della contea con la Slide Mountain di 1.005 metri.
Il fiume principale è l'Hudson che riceve da occidente il Roundout Creek, che alimenta il lago della Roundout Reservoir. Altro grande lago è l'Askokan Reservoir, alimentato dall'Esopus Creek (affluente dell'Hudson), che costituisce una riserva idrica per la città di New York.
La sede amministrativa della contea e la sua città più grande è Kingston, posta sull'Hudson. Tale fiume può essere raggiunto anche in bicicletta utilizzando l'Hudson Valley Rail Trail, un percorso turistico asfaltato ricavato sul percorso di una linea ferroviaria in disuso che collega Lloy con il sobborgo di Highland.

### Contee confinanti
- Contea di Greene - nord
- Contea di Columbia - nord-est
- Contea di Dutchess - est
- Contea di Orange - sud
- Contea di Sullivan - ovest
- Contea di Delaware - nord-ovest

## Storia
L'area era abitata da nativi di lingua algonchina, come i Lenape. La contea di Ulster è una delle dodici contee istituite nel 1683 e che componevano la Provincia di New York. Fu chiamata come la provincia irlandese dell'Ulster. A quel tempo la contea includeva anche la contea di Sullivan e parti delle contee di Delaware e di Greene.
Nel 1777 Kingston divenne la capitale dello Stato di New York, ma la capitale fu presto trasferita poiché gli inglesi incendiarono la città nel corso della guerra d'indipendenza. Nel 1797 dei territori della contea furono ceduti alla nascente contea di Delaware e tre anni dopo altri territori furono ceduti alla nascente contea di Greene. Infine nel 1809 la contea cedette il territorio da cui nacque la contea di Sullivan.

## Comuni
| - Accord - Clintondale - Cragsmoor - Denning - town - East Kingston - Ellenville - village - Esopus - town - Gardiner - town - Glasco - Hardenburgh - town - High Falls - Highland - Hillside - Hurley - town - Kerhonkson - Kingston (capoluogo) - city | - Lake Katrine - Lincoln Park - Lloyd - town - Malden - Marbletown - town - Marlborough - town - Milton - Napanoch - New Paltz (Neu-Pfalz) - town - Olive - town - Phoenicia - Pine Hill - Plattekill - town - Port Ewen - Rifton - Rochester - town | - Rosendale Village - Rosendale - town - Saugerties South - Saugerties - town - Shandaken - town - Shawangunk - Shokan - Stone Ridge - Tillson - Ulster - town - Walker Valley - Wallkill - Wawarsing - town - West Hurley - Woodstock - town - Zena |